# Crumenulopsis sororia
Crumenulopsis sororia är en svampart som först beskrevs av Petter Adolf Karsten, och fick sitt nu gällande namn av J.W. Groves 1969. Crumenulopsis sororia ingår i släktet Crumenulopsis och familjen Helotiaceae.  Arten är reproducerande i Sverige. Inga underarter finns listade i Catalogue of Life.